# 486 (szám)
A 486 (római számmal: CDLXXXVI) egy természetes szám.

## A szám a matematikában
A tízes számrendszerbeli 486-os a kettes számrendszerben 111100110, a nyolcas számrendszerben 746, a tizenhatos számrendszerben 1E6 alakban írható fel.
A 486 páros szám, összetett szám, kanonikus alakban a 21 · 35 szorzattal, normálalakban a 4,86 · 102 szorzattal írható fel. Tizenkettő osztója van a természetes számok halmazán, ezek növekvő sorrendben: 1, 2, 3, 6, 9, 18, 27, 54, 81, 162, 243 és 486.
Perrin-szám.
A 486 négyzete 236 196, köbe 114 791 256, négyzetgyöke 22,04541, köbgyöke 7,86222, reciproka 0,0020576. A 486 egység sugarú kör kerülete 3053,62806 egység, területe 742 031,61841 területegység; a 486 egység sugarú gömb térfogata 480 836 488,7 térfogategység.